# William Casey

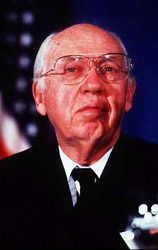
William Casey

William Joseph "Bill" Casey, född 13 mars 1913 i Queens, New York, död 6 maj 1987 i Glen Cove, Long Island, New York, var en amerikansk statstjänsteman som var chef för CIA 1981–1987.
Casey var centralt inblandad i den så kallade Iran–Contras-affären, som skakade Reaganadministrationen 1986–1987. På grund av allvarlig sjukdom (hjärntumör) kunde han dock inte kallas till kongressens utskottsförhör om denna affär.